# هامستر
هامستر (Humster) یک سلول لقاح یافته دورگه از تخمک همستر (Hamster) و اسپرم انسان است. به‌طور معمول لقاح بین تخمک و اسپرم دو گونه مختلف جانوری ممکن نیست اما این لقاح به دلیل بی قاعدگی منحصر به فرد تخمک‌های همستر امکان‌پذیر است که به آن اجازه می‌دهد با اسپرم جانورانی غیر از گونه خود ترکیب شوند و این سلول را به وجود بیاورد.
اما این سلول دورگه همیشه از سلول‌های تکی تشکیل شده‌است و نمی‌تواند تقسیم شده و موجودی چند سلولی را ایجاد کند. هامسترها قبل از این که بتوانند به دو سلول تقسیم شوند، می‌میرند و اگر برای تقسیم سلولی به حال خود رها شوند، از بین می‌روند.
هامسترها به‌طور معمول به دو دلیل ایجاد می‌شوند:
- برای مواجه نشدن با مشکلات قانونی کار با سلول‌های بنیادی جنینی انسان خالص در کارهای تحقیقاتی.
- ارزیابی قابلیت‌های زنده ماندن اسپرم انسان برای لقاح آزمایشگاهی

هیبریدهای سلول بین انسان و همستر و موش، حداقل از دهه ۱۹۷۰ میلادی برای نقشه‌برداری از صفات مختلف آن متداول بوده‌است.